# Liste der Städte in Nebraska

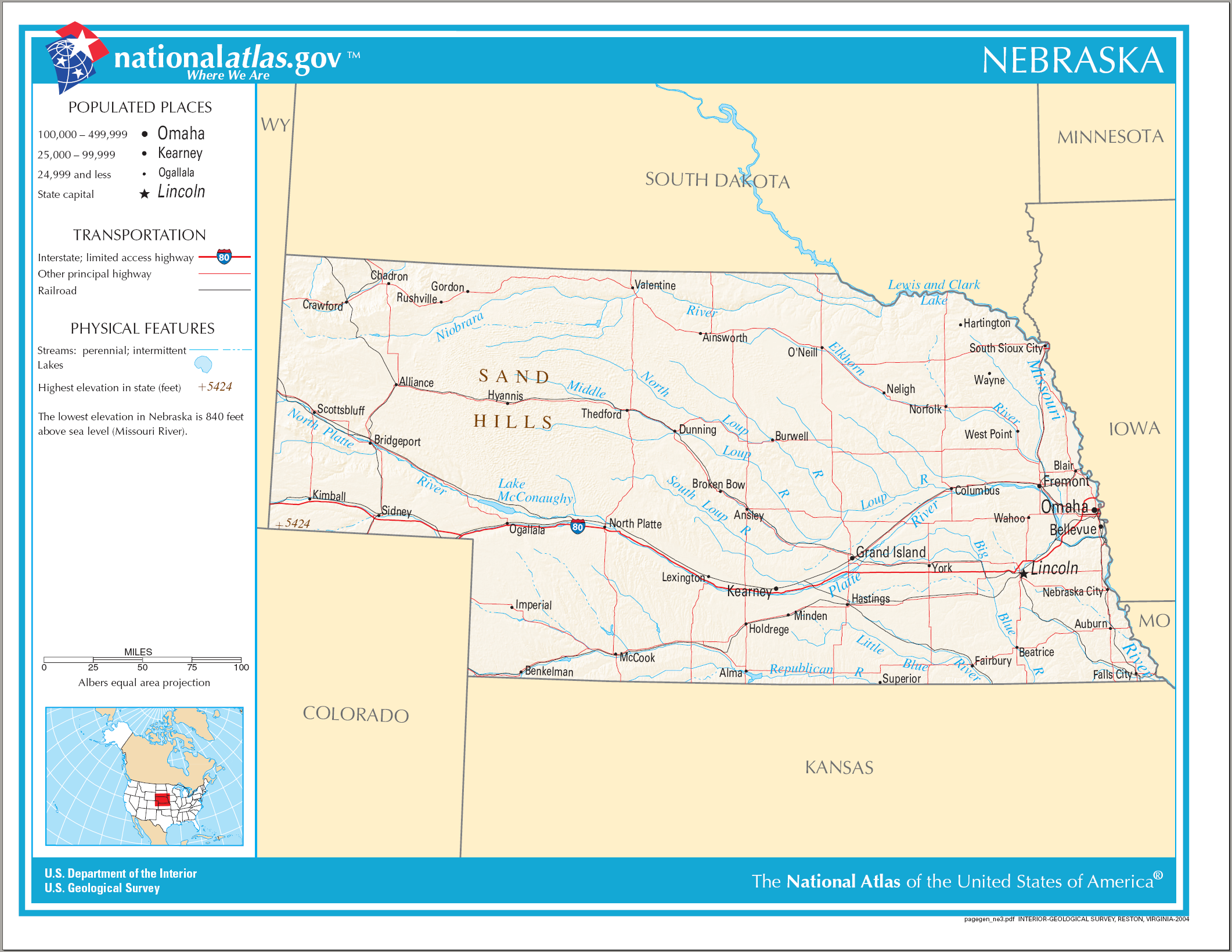
Karte von Nebraska

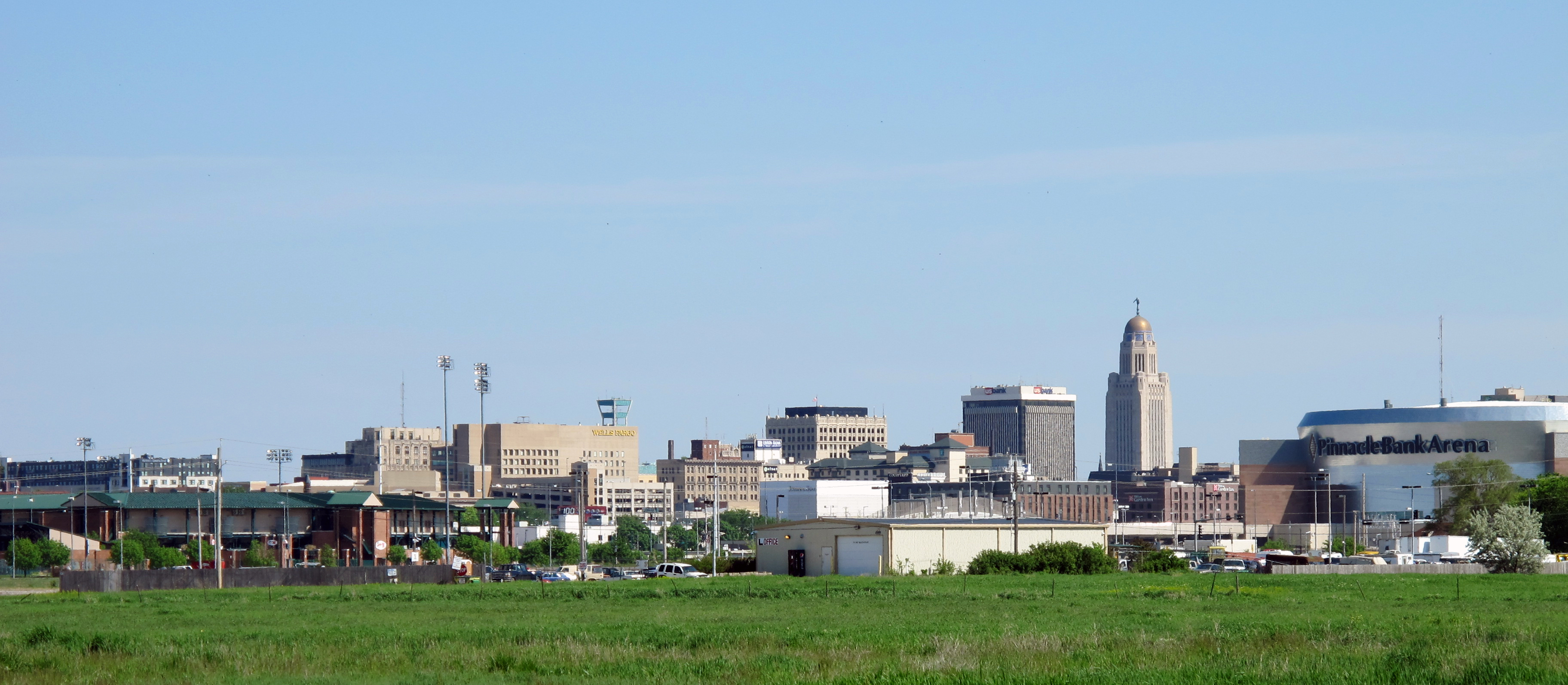
Lincoln

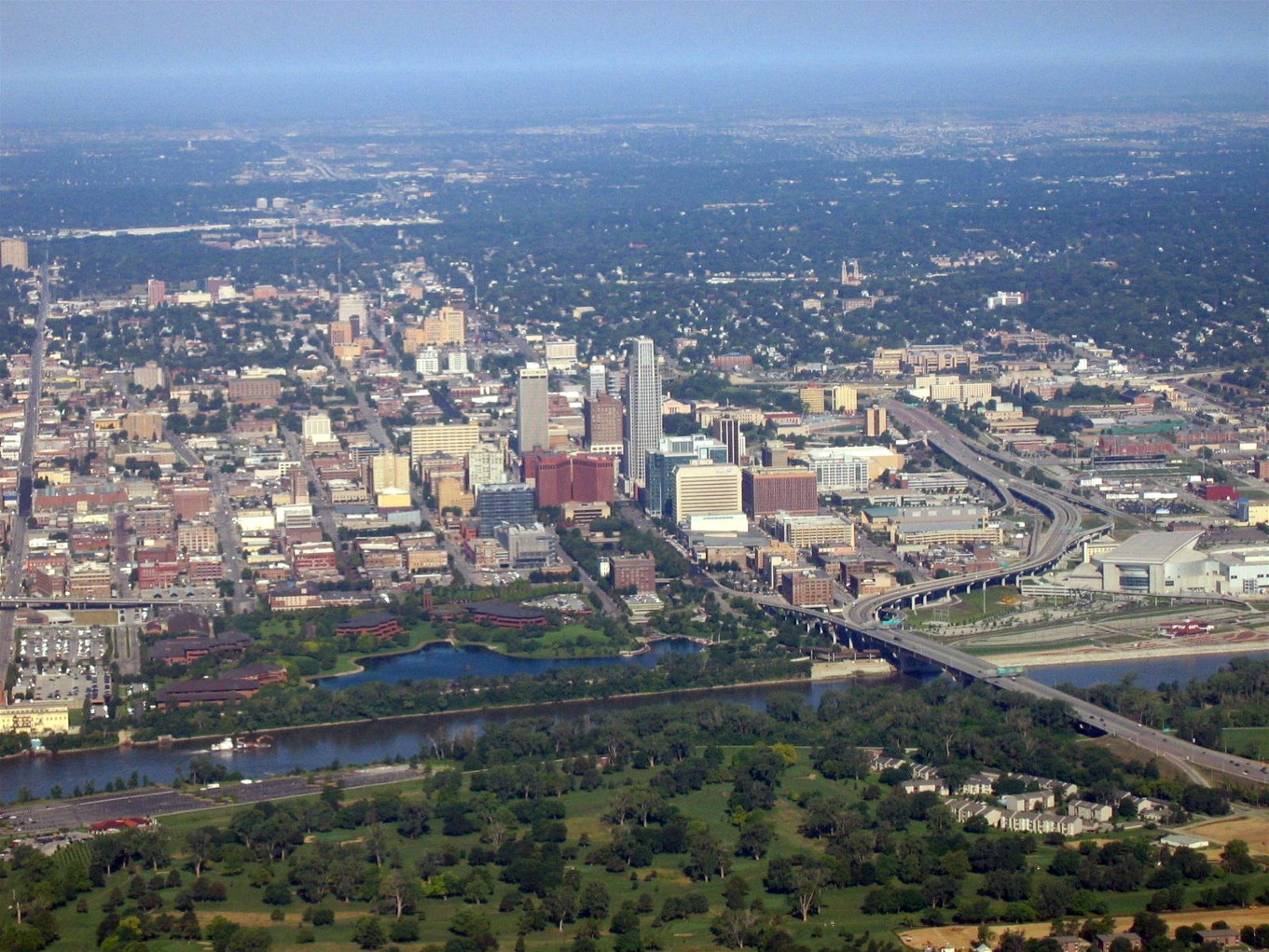
Omaha, die größte Stadt von Nebraska

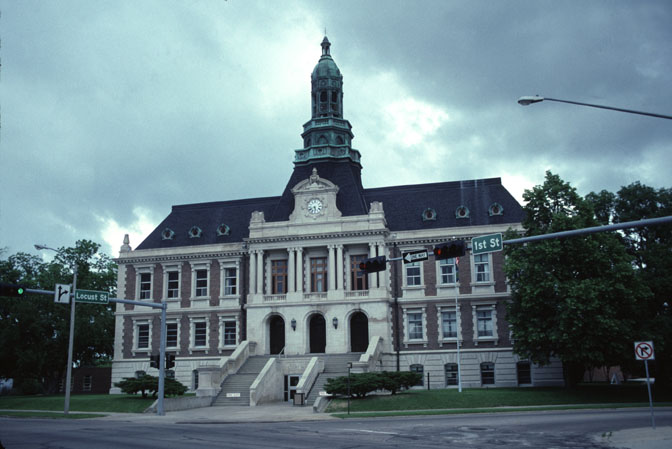
Grand Island

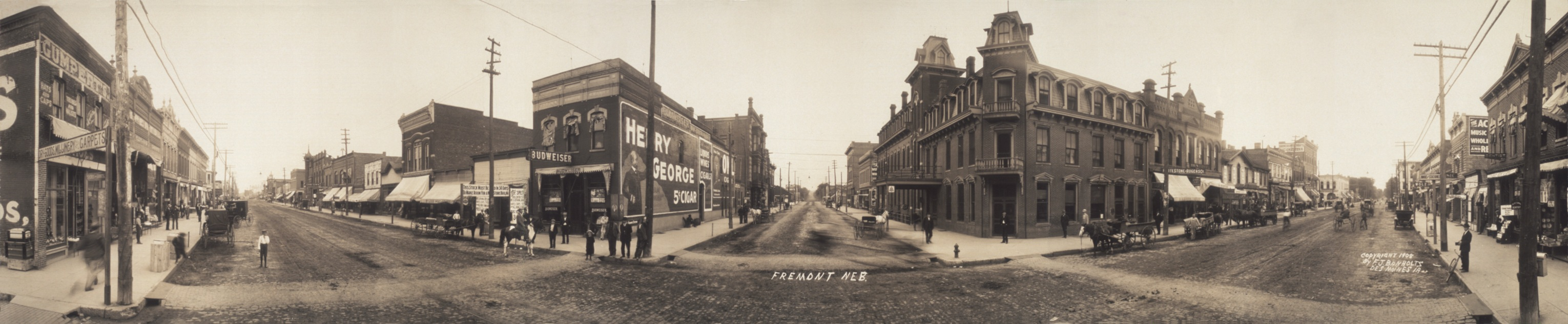
Fremont

Die folgende Liste zeigt alle Kommunen und Siedlungen im US-Bundesstaat Nebraska. Sie enthält sowohl Citys, Towns und Villages als auch Census-designated places (CDP).
Die obere Tabelle enthält die Siedlungen, die bei der Volkszählung im Jahr 2020 mehr als 10.000 Einwohner hatten. Ebenfalls aufgeführt sind die Daten der vorherigen Volkszählung im Jahr 2000 und 2010. Die Rangfolge entspricht den Zahlen von 2020.
| Rang (2020) | Ort              | Einwohner 2020 | Einwohner 2010 | Einwohner 2000 | Typ  | County(s)    |
| ----------- | ---------------- | -------------- | -------------- | -------------- | ---- | ------------ |
| 1           | Omaha            | 486.051        | 458.992        | 439.360        | City | Douglas      |
| 2           | Lincoln          | 291.082        | 258.791        | 227.048        | City | Lancaster    |
| 3           | Bellevue         | 64.176         | 51.525         | 53.718         | City | Sarpy        |
| 4           | Grand Island     | 53.131         | 48.678         | 43.613         | City | Hall         |
| 5           | Kearney          | 33.790         | 30.949         | 27.486         | City | Buffalo      |
| 6           | Fremont          | 27.141         | 26.415         | 25.258         | City | Dodge        |
| 7           | Hastings         | 25.152         | 25.234         | 24.695         | City | Adams        |
| 8           | Norfolk          | 24.955         | 24.231         | 23.403         | City | Madison      |
| 9           | Papillion        | 24.159         | 20.059         | 21.407         | City | Sarpy        |
| 10          | Columbus         | 24.028         | 22.277         | 21.133         | City | Platte       |
| 11          | North Platte     | 23.390         | 24.742         | 23.994         | City | Lincoln      |
| 12          | La Vista         | 16.746         | 16.610         | 11.786         | City | Sarpy        |
| 13          | Scottsbluff      | 14.436         | 15.039         | 14.887         | City | Scotts Bluff |
| 14          | South Sioux City | 14.043         | 13.354         | 11.961         | City | Dakota       |
| 15          | Beatrice         | 12.261         | 12.686         | 12.646         | City | Gage         |
| 16          | Chalco           | 11.064         | 10.994         | 10.736         | CDP  | Sarpy        |
| 17          | Lexington        | 10.348         | 10.220         | 9.811          | City | Dawson       |

Weitere Siedlungen in alphabetischer Reihenfolge:
| - Ainsworth - Allen - Alliance - Arlington - Aurora - Bayard - Belden - Big Springs - Blair - Bridgeport - Broken Bow - Burwell - Chadron - Clearwater - Coleridge - Concord - Crete - Dakota City - Dixon - Dodge - Emerson | - Fairbury - Fordyce - Geneva - Gering - Grant - Gresham - Hartington - Henderson - Holdrege - Homer - Hubbard - Imperial - Laurel - Lindsay - Macy - Madison - Magnet - Martinsburg - Maskell - McCook - Minatare | - Minden - Mitchell - Morrill - Mullen - Nebraska City - Nemaha - Newcastle - North Loup - O’Neill - Obert - Ogallala - Orchard - Ord - Oshkosh - Pender - Ponca - Randolph - Rosalie - Ravenna - Schuyler - Scribner | - Sidney - Snyder - St. Helena - Sutherland - Sutton - Thurston - Uehling - Valentine - Valley - Wahoo - Wallace - Wakefield - Walthill - Waterbury - Waverly - Weeping Water - Winnebago - Woodland Park - Wynot - York |